# White Dog
White Dog (br Cão Branco) é um filme de drama estadunidense de 1982, produzido por Jon Davisone e dirigido por Samuel Fuller, com música de Ennio Morricone, baseado no romance Chien blanc, de Romain Gary.

## Sinopse
O filme conta a história de um cão que fora treinado para atacar pessoas negras (a exemplo dos famosos "cães brancos" usados na África do Sul, nos tempos do Apartheid), sem que sua dona (uma aspirante a atriz) soubesse de seus "antecedentes". Ao perceber o comportamento racista do cachorro, ela o entrega a um treinador de cães, ele próprio negro, para tentar reeducar o animal.

## Elenco
- Kristy McNichol   .... Julie Sawyer
- Christa Lang   .... Enfermeira
- Vernon Weddle   .... Veterinário
- Jameson Parker   .... Roland Grale
- Bob Minor   .... Joe
- Lynne Moody   .... Molly
- Parley Baer   .... Wilber Hull
- Samantha Fuller .... Helen Hull
- Samuel Fuller   .... Charlie Felton
- Dick Miller   .... treinador
- Marshall Thompson  .... o diretor
- Paul Bartel   .... o cameraman
- Alex Brown .... homem na igreja
- Tony Brubaker .... motorista do caminhão
- Terrence Beasor .... motorista do canil
- Helen Siff .... administradora do canil
- Karrie Emerson .... vizinha tomando sol
- Sam Laws   .... Charlie